# Giovanni Gabrieli

Stemma Gabrieli

Giovanni Gabrieli (Venezia, 1557 – Venezia, 12 agosto 1612) è stato un compositore e organista italiano.

## La vita
Il padre era Piero Fais, di professione lanaiolo, originario della Carnia, mentre la madre era sorella del compositore Andrea Gabrieli, di cui Giovanni assunse il cognome assai noto nell'ambiente musicale; secondo altre fonti, Gabrieli era invece un soprannome legato al padre. Negli anni '70 venne inviato a Monaco di Baviera, dove trascorse un periodo di apprendistato con Orlando di Lasso e dove ebbe contatto, tra gli altri, con Gioseffo Guami. Il suo madrigale "Quand'io ero giovinetto" appare nella raccolta "Il secondo libro de madrigali a cinque voci de floridi virtuosi" del 1575, contenente tutte composizioni dei musicisti che si trovavano al servizio di Alberto V di Baviera. Gabrieli si fermò alcuni anni a Monaco e i registri di corte riportano che nel 1578 egli ricevette livrea e salario. 

Nel 1584 si trovava a Venezia per rimpiazzare provvisoriamente Claudio Merulo come suonatore del primo organo della chiesa di San Marco, mentre il 1º gennaio dell'anno successivo vinse un concorso che rese il suo impiego permanente. Fino alla morte, intervenuta nel 1612, egli mantenne questo posto prestigioso. Di poco successiva, arriva la nomina di successore di Vincenzo Bellavere come organista presso la Scuola Grande di San Rocco, dove rimase fino al termine della sua attività.
Dopo la morte di Andrea, avvenuta nel 1585, Giovanni curò la pubblicazione di un ampio numero di composizioni dello zio, innanzitutto con la raccolta "Concerti di Andrea, e di Gio: Gabrieli (...) contenenti musica di chiesa, madrigali, &  altro (...) libro primo" (1587), una collezione di brani sacri, profani e strumentali di ampio organico, poi con il "Terzo libro de madrigali a cinque voci" (1589), le "Intonationi d'organo (...) libro primo" (1593) e i "Ricercari (...) libro secondo" (1595). In tutte queste raccolte, Giovanni aggiunse parecchie composizioni proprie.
I doveri nella basilica palatina, i servizi frequenti a San Rocco e le numerose collaborazioni con altre chiese della città dovevano rendere l'attività del Gabrieli frenetica e probabilmente richiedevano ch'egli fosse sostituito in molte occasioni a San Marco, tuttavia determinano una produzione compositiva ampia e diversificata, che vede una prima pubblicazione nella raccolta Sacrae Symphoniae del 1597.
L'opera venne ripubblicata immediatamente l'anno successivo da Kauffmann a Norimberga. Infatti, Gabrieli godeva di grande fama nei paesi di lingua tedesca, e questo è confermato anche dal numero di musicisti inviati dai rispettivi patroni a Venezia per studiare con lui: Alessandro Tadei proveniente da Graz, restò presso Gabrieli dal 1604 per due anni e mezzo e al suo ritorno prese il posto di organista dell'Arciduca Ferdinando; Cristiano IV di Danimarca inviò a proprie spese nel 1599 Morgens Pedersøn, Hans Nielsen, l'organista Melchior Borchgrevinck, due cantori adulti e due ragazzi, nel 1602–4 un altro gruppo che comprendeva ancora Nielsen e Hans Brachrogge, e dal 1605 al 1609 di nuovo Pedersøn; Johann Grabbe fu mandato dalla Vestfalia tra il 1607 ed il 1610; la corte di Sassonia inviò Heinrich Schütz, che rimase a Venezia dal 1609 fino a poco dopo la morte di Gabrieli ed aveva per compagno di discepolato Christoph Klemsee (o Clemsee).

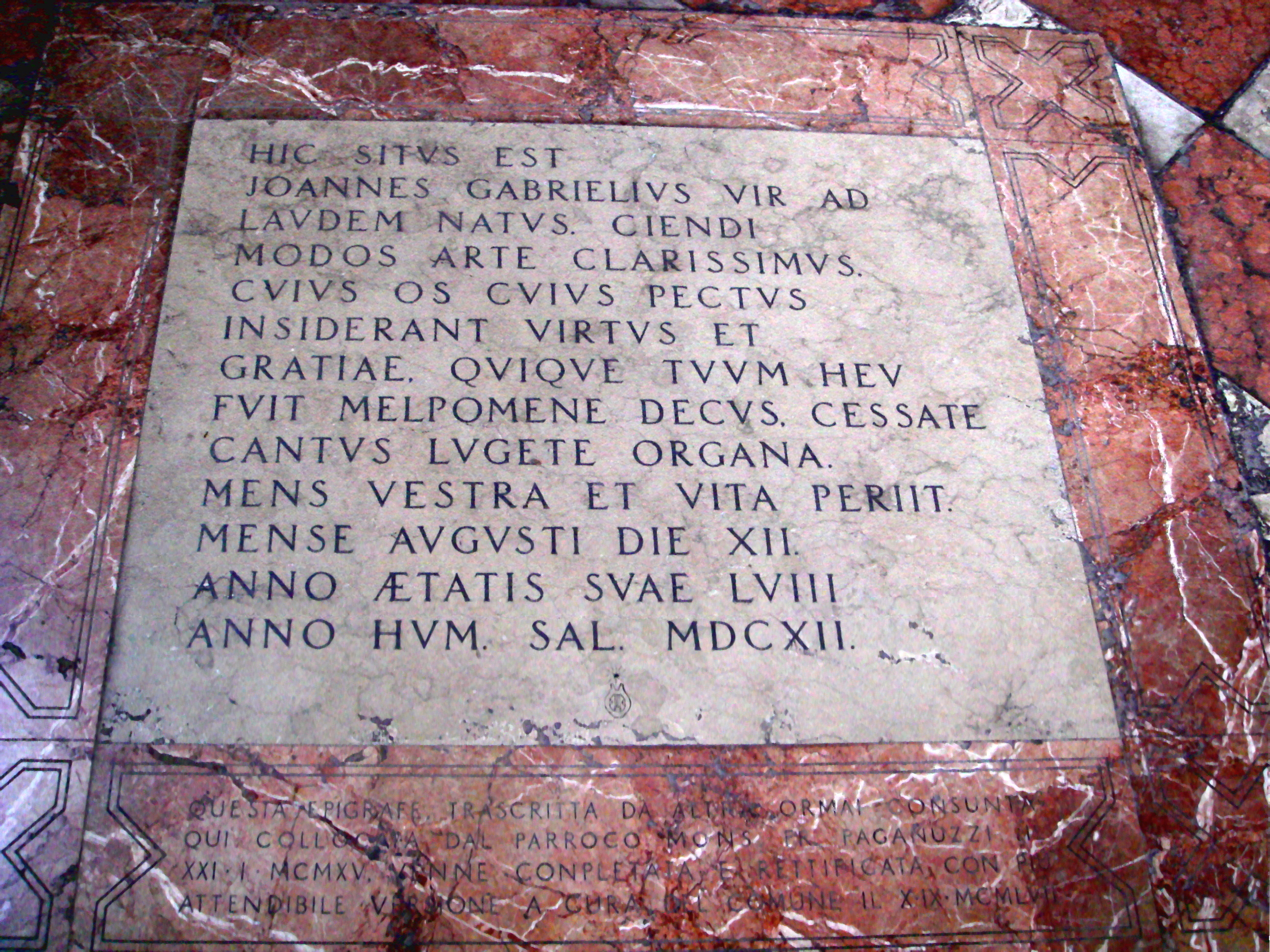
Tomba di Giovanni Gabrieli

Tra i suoi allievi italiani, si ricorda, tra gli altri, Alessandro Grandi.
Un necrologio veneziano registra la sua morte, all'età di 55 anni, il 12 agosto 1612, a causa di calcoli renali. La sua tomba si trova all'interno della chiesa di Santo Stefano.
Le opere capitali di Gabrieli sono i due libri delle Sacrae Symphoniae, legati alla lezione di Andrea, dove sono indicati per la prima volta i segni di dinamica come le specifiche designazioni strumentali (un cornetto e tre tromboni per il primo coro, un violino e tre tromboni per il secondo). Con il secondo libro in particolare, Giovanni procederà ben oltre l'insegnamento di Andrea, creando una musica sinfonica vocale, dove gli strumenti non sono usati come semplice raddoppio delle voci, ma arricchiscono autonomamente l'ordito compositivo, ottenendo un'articolazione dei vari gruppi e delle diverse fonti sonore che tocca vertici di ardimentose concezioni strutturali.

## Opere pubblicate
- Un madrigale in  Il secondo libro de' madrigali a 5 voci de' floridi virtuosi del serenissimo duca di Baviera, con una a dieci, 1575
- Il primo libro di madrigali et ricercari a quattro voci Venezia, A. Gardano, 1587
- Concerti di Andrea e di Gio. Gabrieli, organisti della serenissima signoria di Venezia, continenti musica di chiesa, madrigali ed altri per voci e stromenti musicali a 6, 7, 8, 10, 12,16, ecc..., ibid., 1587
- Intonationi d'organo di Andrea Gabrieli, et di Gio. suo nepote… composte sopra tutti li dodici toni della musica… libro primo, ibid., 1593
- Ricercari di Andrea Gabrieli… composti et tabulati per ogni sorte di stromenti da tasti… libro secondo, ibid., 1597
- Sacrae symphoniae...  senis, 7, 8, 10, 12, 14, 15, & 16, tam vocibus, quam instrumentis, editio nova, ibid., 1597
- Giovanni Gabrielis et H. Hasleri honori et amori G. Gruberi… Hymenai 6 v., edizione postuma, Norimberga,  Kauffmann, 1600
- Reliquae sacrorum concentuum Giovan Gabrielis, Johan-Leonis Hasleri ibid., 1615
- Symphoniae sacrae… liber secundus, senis, 7, 8, 10, 11, 12, 13, 14, 15, 16, 17, & 19, tam vocibus, quam instrumentis, editio nova pubblicazione postuma, Venezia, B. Magni, 1615
- Canzoni et sonate… a 3, 5, 6, 7, 8, 10, 12, 14, 15, & 22 voci, per sonar con ogni sorte de instrumenti, con il basso per l'organo, ibid., 1615

## Discografia
- Gabrieli In Venice, London Brass Pickett, Teldec 1994
- Complete Keyboard Music, Roberto Loreggian, Brilliant Classics 2017
- Monteverdi & Gabrieli Easter Celebration Venice 1600, Ensemble San Felice, Ensemble Capriccio Armonico, direttore Federico Bardazzi, Brilliant Classics 2018